# Турсынбай-батыр
Турсынбай-батыр — казахский батыр из рода ашамайлы керей.

## Биография
Среди северных родов кереев (ашамайлы-кереев) в XVIII веке наибольшим авторитетом пользовался Турсынбай-батыр. Именно его Абылай-султан в 1757 году официально назвал главой ашамайлы-кереев в сообщении, адресованном цинским властям. По этим данным, под управлением Турсынбая находилось около 10 тысяч семей, что делает его одной из наиболее влиятельных фигур Среднего жуза того времени. Дополнительно, еще 2 тысячи семей из рода «куркар» (предположительно — корсары-керей) находились под началом другого лидера — Мазаркельды-батыра.
Турсынбай-батыр был не только политическим лидером, но и преданным соратником Абылая, который не покидал своего хана даже в самые напряженные моменты. Об этом свидетельствует эпизод, описанный Чоканом Валихановым в «Песне об Аблае». Когда под Токалтереком на совете Барлыбай-батыр предложил отступление, Турсынбай решительно выступил в защиту активных действий:
«Я обращаюсь к народу, —
Крикнул Турсунбай.
Не смотрите, что я на серой кляче,
Не откажусь я от добычи.
Если не пойдем в атаку,
Может стать нам плохо.
Идем в бой, о хан Аблай!»
Это пламенное выступление убедило казахских воинов продолжить наступление, что в итоге привело к победе. Подобные моменты закрепили за Турсынбай-батыром репутацию не только воина, но и харизматичного лидера, способного вдохновлять войско.
Некоторые источники, в частности, народные предания, зафиксированные М. С. Мукановым, утверждают, что в 1758 году Турсынбай, якобы обидевшись на Абылая, покинул его ставку и увел своих людей с добычей. Однако эти сведения не находят подтверждения в официальных документах. Напротив, в 1761 году он вел переговоры с переводчиком Гордеевым и ясно выражал верность политике Абылая. По его словам: «Аблай-солтан им, всем киргисцам, часто толкует, дабы никто киргисцы с китайцами верно ничем не обязывался...».
Эта цитата показывает, что Турсынбай не только сохранял верность хану, но и активно транслировал его идеи, препятствуя сближению казахов с Цинской империей. В глазах своих соплеменников он оставался выразителем единой казахской позиции.
Особую историческую значимость образа Турсынбая подчеркивает и Машхур Жусуп Копеев. В его предании говорится, что когда против Абылай-хана выступили главы мейрам-аргынов («Абылай аспас арқаның сары белі»), именно Турсынбай-батыр остался рядом с ханом, отказавшись покинуть его в трудный момент.